# Mulla (Shetland)

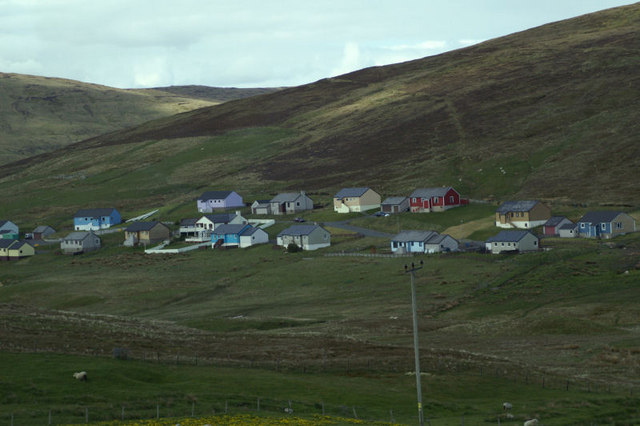
Blick auf Mulla

Mulla ist eine Ortschaft, die in Schottland im Norden der Shetlandinseln liegt.

## Geographie
Mulla liegt im Norden von Mainland und nördlich der Meeresbucht Olna Firth. Es wird als Teil des größeren Voes im Süden gesehen. Kleinere Ortschaften in der Nähe sind Tagon im Süden und Hillside im Südosten.

## Historisches
Im Rahmen der historischen Gliederung Schottlands in Civil Parishes zählt Mulla zu Delting.

## Verkehr
Am Rande von Mulla verläuft die A970, die Sumburgh im Süden mit Isbister im Norden verbindet.